# 西武田無ステーションビル

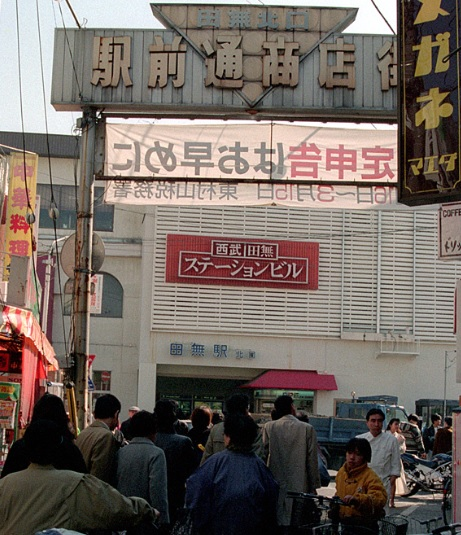
西武田無ステーションビル（1991年撮影）

西武田無ステーションビル（せいぶたなしステーションビル）は、かつて東京都田無市（現西東京市）田無駅北口にあり、西武商事（現、西武プロパティーズ）が経営していた駅ビルである。

## 概要
元々この北口駅ビルに1963年4月5日より西興ストアー田無店（後の西友ストアー田無店→西友田無店、現在のLIVIN田無店とは別店舗）が営業していた。

しかし、「田無北口駅前通商店街」沿いにあるビルへの移転に伴い、西友ストアーが管理していたこの駅ビルを西武商事への経営に移管し、1982年10月28日に新装オープン。13年半の間地元住民などに買物の足として親しまれてきたが、老朽化に伴う同駅の橋上駅舎建て替え及び北口再開発事業の完了に伴い「西武田無ステーションビル さよならセール」を行い、1996年3月31日をもって閉店した。

## フロア案内
1F　プリンスデリカフロア・生花店プリンセス 田無店・西武DPE・弁当店（店名不明）・狭山そば・西武園芸・田無駅北口出入口
2F　ショッピングモールと雑貨のフロア・森永ラブ 田無店・西武観光田無案内所・田無駅2F北口出入口（2Fは1995年3月 - 1996年3月）
3F　中国料理 獅子

## 現在
1996年9月から旧建物の解体工事が開始された。建て替えのため店舗は全てなくなり、仮駅舎で駅機能のみの期間が続いた後、1999年3月23日に新駅舎の駅施設部分が供用開始し、同4月24日に新たに当時の新店舗がオープンした（田無駅#駅構内店舗（北口駅ビル）参照）。その後しばらくは駅ビル名称は廃止していたが、2013年12月18日にEmio田無として駅ビルの名称が復活、Emioとして再オープンした。